# هردويك (كامبريدجشير)
هردويك (بالإنجليزية: Hardwick, Cambridgeshire)‏ هي أبرشية مدنية تقع في المملكة المتحدة في إنجلترا. يقدر عدد سكانها بـ 2,630 نسمة .